# Limanske (Rozdilna)
Limanske (en ucraniano: Лиманське, romanizado: Lymanske) es un pueblo ucraniano perteneciente al óblast de Odesa. Situado en el suroeste del país, es parte del raión de Rozdilna y centro del municipio (hromada) homónimo.

## Toponimia
En todos los idiomas de importancia local, el asentamiento se conoce con el nombre de Limánskoye (en ruso: Лиманское). Antes de la Segunda Guerra Mundial era conocida como Selz-Kandel (en alemán: Selz-Kandel; en ucraniano: Зельци-Канделя), por el pueblo alsaciano de Seltz y el palatino Kandel.

## Geografía
Limanske se encuentra en el lado este del embalse de Cuciurgan, en la frontera con Transnistria (Moldavia), 28 km al sur de Rozdilna y 75 km al noroeste de Odesa. 

## Historia

### SiglosXVIIIyXIX
Limanske, así como muchos de los asentamientos circundantes, comenzó originalmente como una colonia agrícola alemana. Los alemanes comenzaron a establecerse en el sur de Ucrania y la península de Crimea a finales del siglo XVIII, pero la mayor parte de la inmigración al Imperio ruso y los asentamientos se produjeron durante el período napoleónico (principalmente 1803 a 1805). Estas tierras habían sido anexadas por el Imperio ruso durante el reinado de Catalina la Grande después de las guerras ruso-turca de ese siglo. Los primeros colonos alemanes llegaron en 1798 desde el suroeste de la actual Alemania y Alsacia, hoy parte de Francia. El zar Alejandro I invitó a los colonos alemanes a desarrollar las tierras en el territorio recién adquirido al norte del Mar Negro. A los alemanes católicos que se establecieron en Limanske se les aseguraron numerosos "privilegios especiales" (tierras libres, exención del servicio civil y militar, autogobierno local y libertad de religión).
La colonia de Selz se fundó en 1798. En 1808 llegaron grupos de colonos en dos grupos bajo el liderazgo de Jakob Steinhäuser y Michael Scherr, y las tierras para los colonos las obtuvo el duque de Richelieu de tres familias rusas. Los colonos originales estaban formados por 100 familias de diversas provincias alemanas (de Baja Alsacia había 95 familias, de Prusia había 2 familias, de Austria había una familia). La oficina del vólost de Kuchurgán estuvo ubicada en Selz hasta 1871 y cubría las colonias de Selz, Kandel, Baden, Estrasburgo, Mannheim y Elsass. En 1901 se completó la espaciosa catedral católica de la Asunción de la Santísima Virgen María en Selz y en 1908, albergó la oficina del vólost únicamente para Selz y Kandel.
Los colonos llegaron a Kandel por primera vez en julio de 1808 y según el censo de 1811, Kandel tenía 104 familias, con un total de 480 almas. Kandel no tuvo su propia iglesia hasta 1828. Además del cultivo de cereales, los habitantes de Kandel practicaban una extensa agricultura y vinicultura en 150 acres de tierras de huerta. En 1908, año del centenario, Kandel tenía una población de 2.522 habitantes. La iglesia de la Santísima Trinidad, de piedra, fue construida en 1892 y consagrada por el obispo Anton Zerr.
Antes del cambio de siglo, comenzó una ola de emigración de la comunidad rusa alemana después de las reformas de Alejandro II. En 1871, derogó la política de inmigración de puertas abiertas de sus antepasados. El descontento resultante motivó a muchos alemanes rusos, especialmente miembros de iglesias tradicionalmente disidentes, a emigrar a Estados Unidos y Canadá, mientras que muchos católicos eligieron Brasil y Argentina.

### SigloXX
La guerra civil rusa de 1919 afectó especialmente al pueblo Selz cuando, a principios de agosto, los agricultores intentaron resistir durante tres días contra el regimiento de caballería bolchevique del general Grigori Kotovski y finalmente perdieron. Los bolcheviques se vengaron masacrando a 111 hombres y mujeres de Selz. En los años 1924-1939, Selz fue el centro de la raión nacional alemán de Selz. Durante la época de las grandes purgas de Stalin (1937-1938) la población se redujo en un 15%, y esta gran pérdida hizo que el gobierno mantuviera en secreto los resultados de un censo de 1939.
Durante la Segunda Guerra Mundial, a principios de agosto de 1941, la fuerza aérea alemana lanzó ataques aéreos contra Selz, Kandel y Baden, y dos personas perdieron la vida. Los residentes se escondieron en sótanos y campamentos durante varios días, hasta que el domingo 10 de agosto, soldados rumanos y un oficial a caballo llegaron del sur y marcharon primero hacia Kandel, luego hacia las otras aldeas y declararon su dominio soberano sobre los asentamientos. El 25 de agosto de 1941, el Sonderkommando 11b disparó contra 7 judíos en Selz. Un anuncio del 12 de marzo de 1944 ordenó a la población prepararse para un “reasentamiento administrativo”. Los habitantes de Kandel, que inicialmente se dirigían hacia Franzfeld, fueron los primeros en marcharse. El turno del pueblo de Selz llegó sólo seis días después, pero los habitantes de Selz fueron abandonados por las autoridades y deambularon durante días hasta que descubrieron un ferry cerca de Mayaki. Dos tercios de la gente y los carros llegaron con éxito al lado occidental, pero el resto fue alanzado por la artillería soviética o capturados y condenados a cadena perpetua en campos de trabajo. De este modo, las comunidades rurales anteriormente unificadas del distrito colono de Selz dejaron de existir y fue el final de sus 136 años de historia.
En 1957 recibió el estatus de asentamiento urbano y Limanske fue construida para servir como aeródromo militar.

### SigloXXI
En 2023, Limanske perdió el estatus de asentamiento de tipo urbano en la legislación ucraniana debido a la eliminación de este estatus administrativo.

## Demografía
La evolución de la población de Limanske entre 1959 y 2022 fue la siguiente:
| 5251                                                          | 6958 | 8029 | 8495 | 7381 | 7301 | 7322 | 7119 |
| (Fuente: Cities & Towns of Ukraine y UKRAINE: Größere Städte) |      |      |      |      |      |      |      |

## Infraestructura

### Arquitectura, monumentos y lugares de interés
Hoy en día, poco queda de la rica historia de Limanske: las ruinas de la catedral de Selz y la iglesia de Kandel, un cementerio y varias casas antiguas en el centro. En el territorio del pueblo hay una sucursal del Museo de Historia y Costumbres Locales de Odesa, dedicado a los colonos alemanes.

### Transporte
La carretera territorial T-1625 atraviesa Limanske.

## Galería

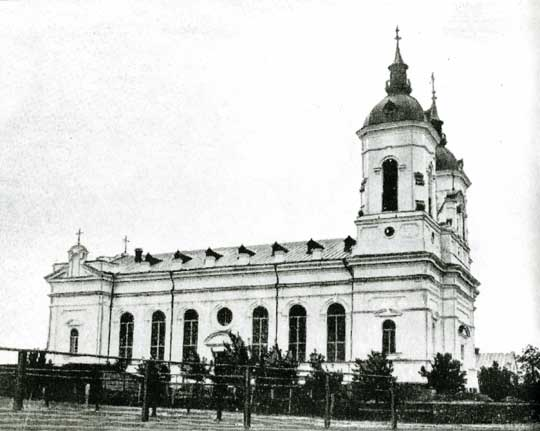
Catedral de Selz (principios del siglo XX)
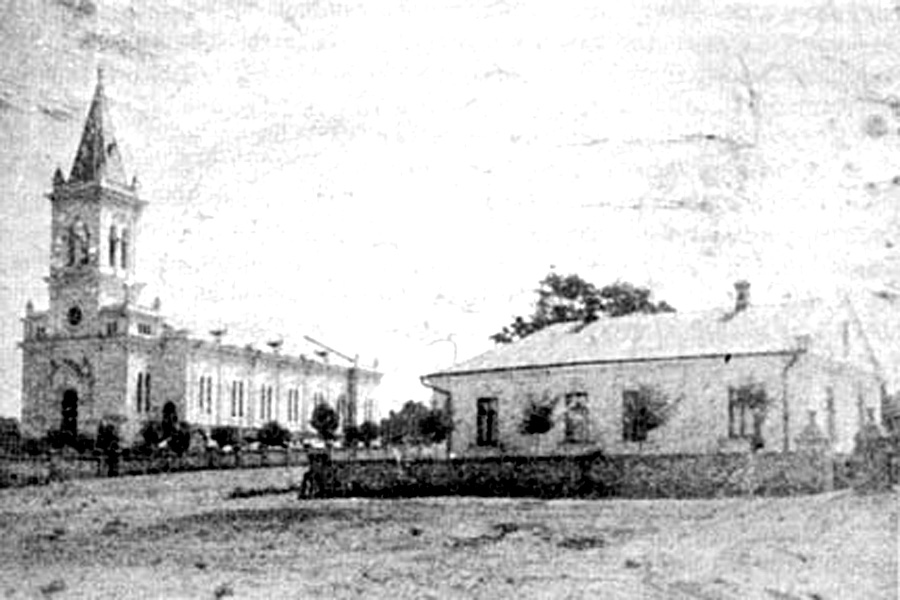
Iglesia de la Santísima Trinidad de Kandel (principios del siglo XX)
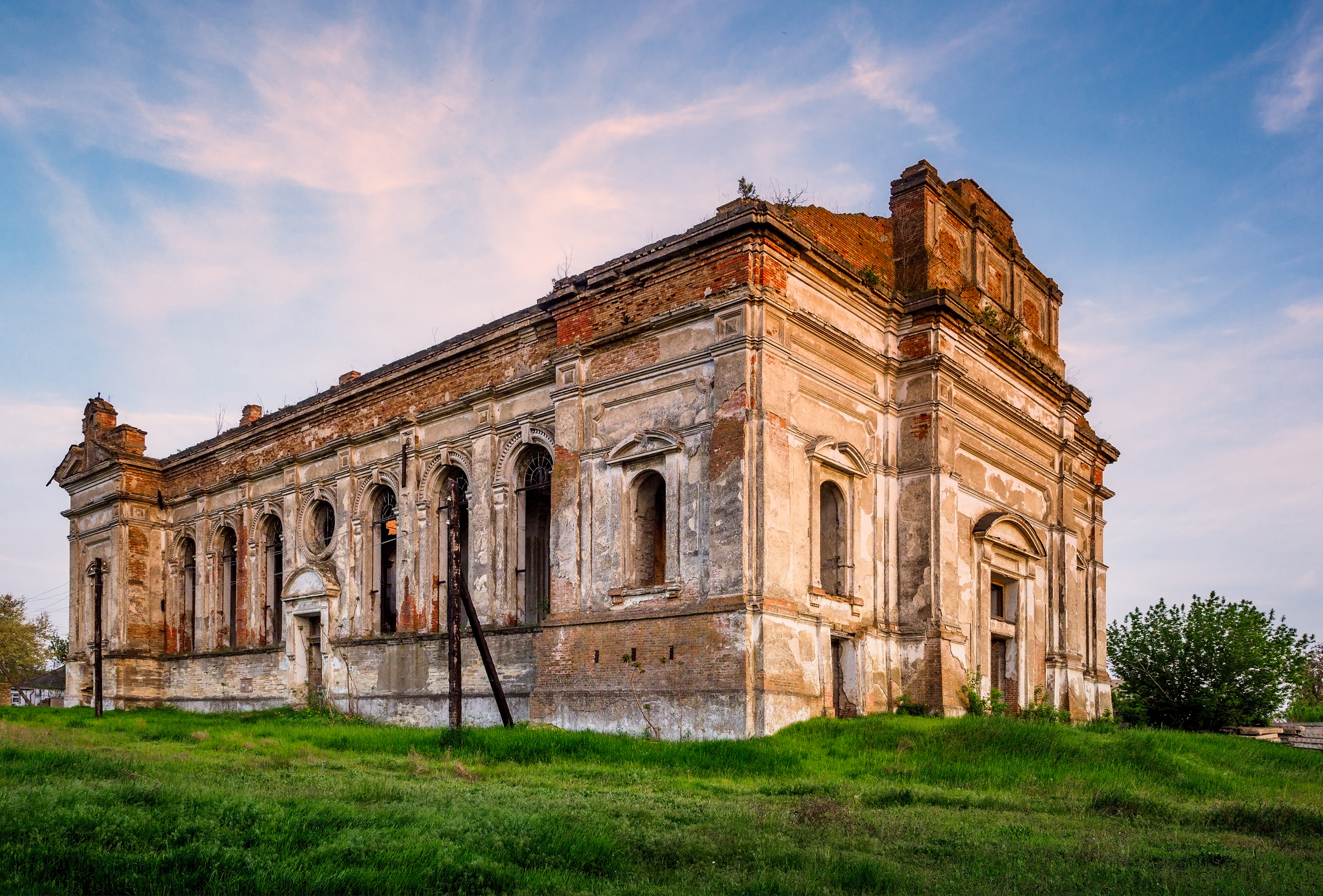
Ruinas de la catedral de Selz
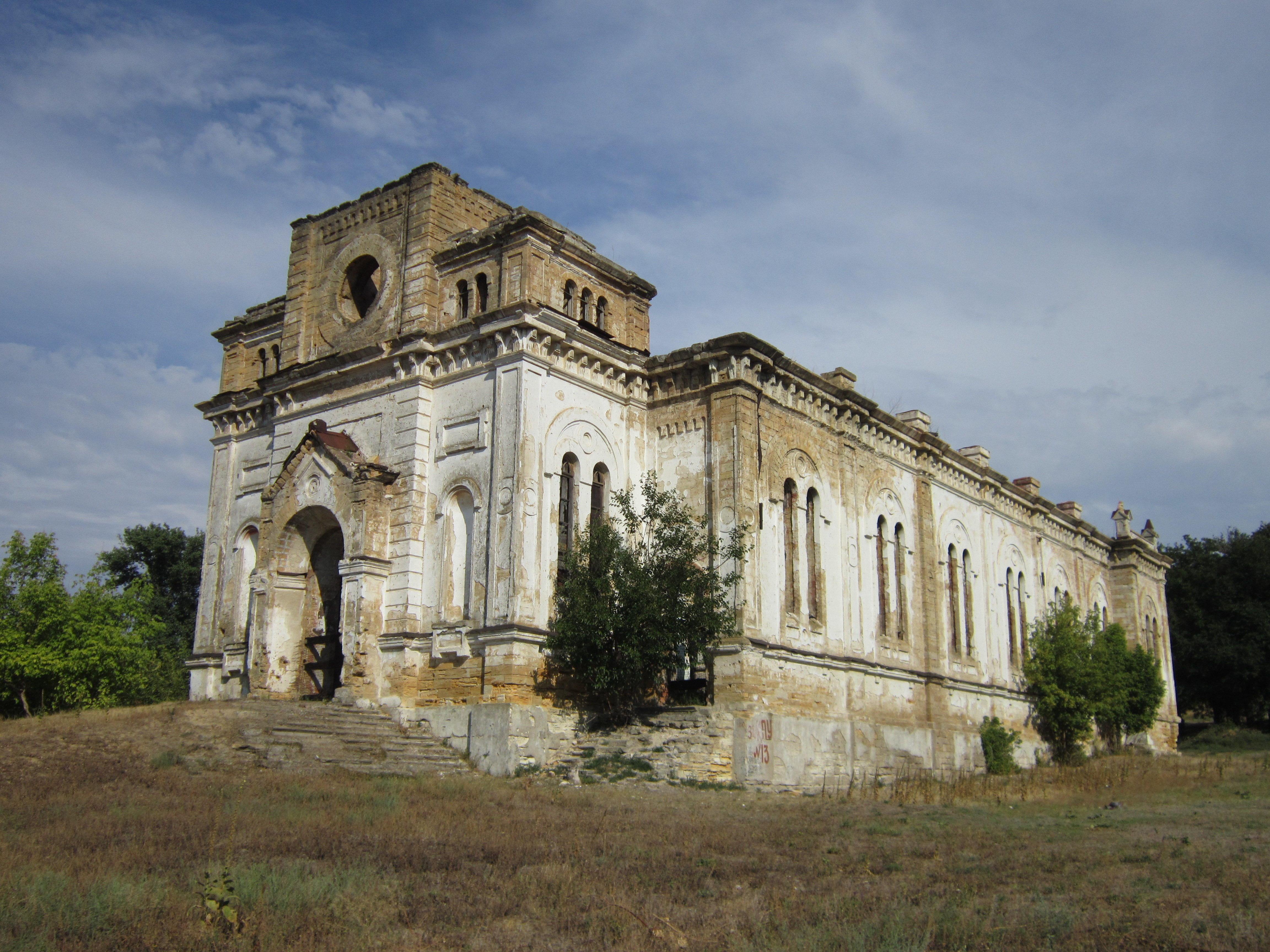
Ruinas de la iglesia de la Santísima Trinidad de Kandel
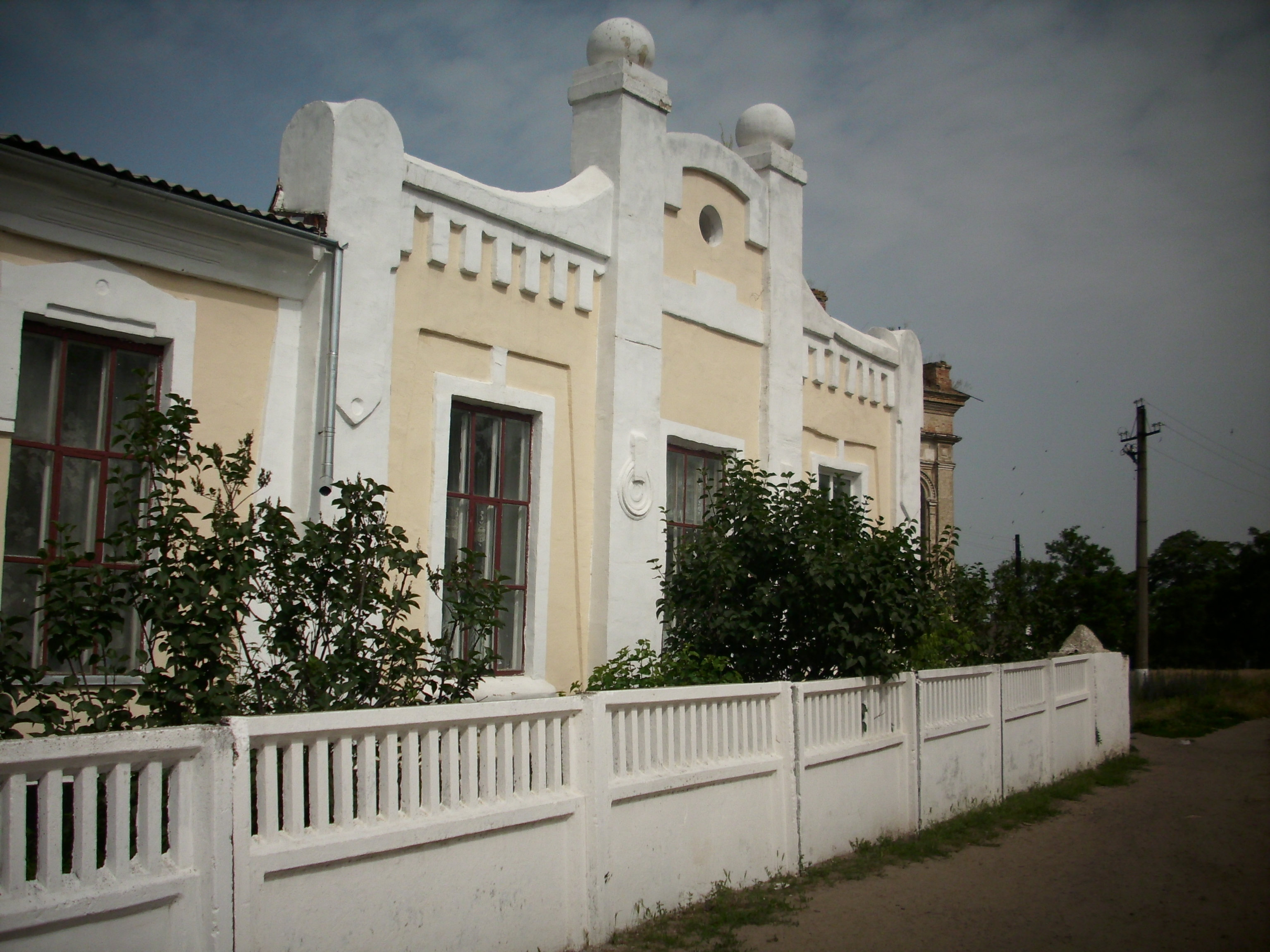
Museo de historia local de Limanske